# Strmec Bukevski
 Strmec Bukevski   (régebben Selnica Šćitarjevska) falu Horvátországban Zágráb megyében. Közigazgatásilag Velika Goricához tartozik.

## Fekvése
Zágráb központjától 16 km-re délkeletre, községközpontjától 8 km-re északkeletre, a Túrmező síkságának északi peremén a Száva jobb partján fekszik.

## Története
A település a Száva menti Bukevje plébániájához tartozik, innen kapta nevének második tagját. 
1857-ben 280, 1910-ben 554 lakosa volt. Trianon előtt Zágráb vármegye Nagygoricai járásához tartozott. 2001-ben 390 lakosa volt.

## Lakosság
| Lakosság változása | Lakosság változása | Lakosság változása | Lakosság változása | Lakosság változása | Lakosság változása | Lakosság változása | Lakosság változása | Lakosság változása | Lakosság változása | Lakosság változása | Lakosság változása | Lakosság változása | Lakosság változása | Lakosság változása |
| ------------------ | ------------------ | ------------------ | ------------------ | ------------------ | ------------------ | ------------------ | ------------------ | ------------------ | ------------------ | ------------------ | ------------------ | ------------------ | ------------------ | ------------------ |
| 1857               | 1869               | 1880               | 1890               | 1900               | 1910               | 1921               | 1931               | 1948               | 1953               | 1961               | 1971               | 1981               | 1991               | 2001               |
| 280                | 349                | 338                | 425                | 464                | 554                | 510                | 491                | 492                | 497                | 464                | 435                | 380                | 355                | 390                |

## Külső hivatkozások
- Velika Gorica hivatalos oldala
- Velika Gorica turisztikai egyesületének honlapja